# روبرت اندروز هيل
روبرت اندروز هيل (بالإنجليزية: Robert Andrews Hill)‏ هو محامي وقاضي وسياسي أمريكي، ولد في 25 مارس 1811 في مقاطعة آيرديل في الولايات المتحدة، وتوفي في 2 يوليو 1900. حزبياً، نشط في الحزب الديمقراطي.